# Хасинто, Эмилио
Эмилио Хасинто и Дизон (исп. Emilio Jacinto y Dizon; 15 декабря 1875, Тондо, Манила, Генерал-капитанство Филиппины — 16 апреля 1899, Махайхай, провинция Лагуна, Первая Филиппинская республика) — филиппинский революционер, идеолог радикально-демократического направления в Филиппинском национально-освободительном движении. Активный участник Филиппинской революции 1896—1898 годов. Один из высокопоставленных офицеров — командующий войсками повстанцев в провинции Лагуна, генерал, редактор, поэт. Национальный герой Филиппин.

## Биография
Сын бедняка. Окончил Коллегию Сан-Хуан-де-Летран со степенью бакалавра искусств. Свободно говорил по-испански и по- тагальски. Позже изучал право в манильский университете Санто Томас.
Однако в 1894 году бросил учёбу и в 19-летнем возрасте вступил в союз Катипунан, секретную организацию, выступавшую за независимость Филиппин от испанской колониальной власти. В 1895 году — секретарь, член Верховного Совета союза Катипунан. В 1896 году — редактор газеты «Калайяан» («Свобода»), выпускавшейся союзом.
В период развития революции Хасинто — командующий войсками повстанцев в провинции Лагуна. В период создания Первой Филиппинской республики рассматривался как «мозг революции».
После казни Андреса Бонифасио продолжил борьбу Катипунана.
Умер, заболев малярией.

## Творчество
Автор «Букваря» и «Манифеста» — основных программных документов Катипунана, а также ряда статей, воззваний, политических и социальных очерков.
В своих произведениях, написанных в форме афоризмов, образным общедоступным языком, Хасинто проповедовал утопические идеи всеобщего равенства; отрицал богатство, добытое насилием и обманом, призывал к самопожертвованию во имя освобождения народа от нищеты, угнетения и духовного рабства.